# Associazione Sportiva Fanfulla 1951-1952
Questa voce raccoglie le informazioni riguardanti l'Associazione Sportiva Fanfulla nelle competizioni ufficiali della stagione 1951-1952. 

## Stagione
Nella stagione 1951-52 il Fanfulla di Lodi disputa il campionato di Serie B, o ottenendo il dodicesimo posto con 37 punti, il torneo promuove in Serie A la Roma, il Brescia che si era piazzato secondo perde lo spareggio con la Triestina, scendono in Serie C Venezia, Livorno, Pisa, Reggiana e Stabia.

## Rosa
| N. |                   | Ruolo | Calciatore             |
| -- | ----------------- | ----- | ---------------------- |
|    | Italia (bandiera) | P     | Gianbattista Servidati |
|    | Italia (bandiera) | D     | Mario Antozzi          |
|    | Italia (bandiera) | D     | Mario Castellazzi      |
|    | Italia (bandiera) | D     | Ermelindo Lovagnini    |
|    | Italia (bandiera) | D     | Giuseppe Mazzilli      |
|    | Italia (bandiera) | C     | Piero Maronati         |
|    | Italia (bandiera) | C     | Giuseppe Sichel        |
|    | Italia (bandiera) | C     | Angelo Villa           |
|    | Italia (bandiera) | A     | Alfio Balbiano         |

| N. |                   | Ruolo | Calciatore       |
| -- | ----------------- | ----- | ---------------- |
|    | Italia (bandiera) | A     | Onorio Busnelli  |
|    | Italia (bandiera) | A     | Florindo Cabrini |
|    | Italia (bandiera) | A     | Pietro Cesari    |
|    | Italia (bandiera) | A     | Mario Giacconi   |
|    | Italia (bandiera) | A     | Oreste Guaraldo  |
|    | Italia (bandiera) | A     | Franco Pellicari |
|    | Italia (bandiera) | A     | Aldo Vigoni      |
|    | Italia (bandiera) | A     | Franco Viviani   |
|    | Italia (bandiera) | A     | Alvaro Zian      |

## Risultati

### Serie B

#### Girone di andata
| 9 settembre 1951 1ª giornata | Roma | 2 – 1 | Fanfulla |  |

| 16 settembre 1951 2ª giornata | Fanfulla | 0 – 1 | Verona |  |

| 7 ottobre 1979 3ª giornata | Marzotto Valdagno | 1 – 0 | Fanfulla |  |

| 11 marzo 4ª giornata | Fanfulla | 1 – 1 | L.R. Vicenza |  |

| 7 ottobre 1951 5ª giornata | Livorno | 0 – 1 | Fanfulla |  |

| 14 ottobre 1951 6ª giornata | Fanfulla | 0 – 1 | Brescia |  |

| 21 ottobre 1951 7ª giornata | Siracusa | 1 – 1 | Fanfulla |  |

| 7 settembre 1997 8ª giornata | Messina | 2 – 0 | Fanfulla |  |

| 4 novembre 1951 9ª giornata | Fanfulla | 0 – 0 | Piombino |  |

| 18 novembre 1951 10ª giornata | Fanfulla | 0 – 0 | Salernitana |  |

| 2 dicembre 1951 11ª giornata | Genoa | 2 – 0 | Fanfulla |  |

| 20 gennaio 1952 12ª giornata | Fanfulla | 4 – 0 | Reggiana |  |

| 16 dicembre 1951 13ª giornata | Treviso | 1 – 0 | Fanfulla |  |

| 14 dicembre 14ª giornata | Fanfulla | 1 – 1 | Catania |  |

| 30 dicembre 1951 15ª giornata | Fanfulla | 4 – 1 | Stabia |  |

| 6 gennaio 1952 16ª giornata | Venezia | 5 – 3 | Fanfulla |  |

| 21 dicembre 1947 17ª giornata | Monza | 0 – 0 | Fanfulla |  |

| 17 novembre 18ª giornata | Fanfulla | 2 – 1 | Modena |  |

| 21 settembre 1958 19ª giornata | Fanfulla | 3 – 0 | Pisa |  |

#### Girone di ritorno
| 3 febbraio 1952 20ª giornata | Fanfulla | 1 – 1 | Roma |  |

| 10 febbraio 1952 21ª giornata | Verona | 3 – 1 | Fanfulla |  |

| 17 febbraio 1952 22ª giornata | Fanfulla | 1 – 1 | Marzotto Valdagno |  |

| 2 marzo 1952 23ª giornata | Vicenza | 0 – 0 | Fanfulla |  |

| 9 marzo 1952 24ª giornata | Fanfulla | 1 – 0 | Livorno |  |

| 16 marzo 1952 25ª giornata | Brescia | 1 – 0 | Fanfulla |  |

| 23 marzo 1952 26ª giornata | Fanfulla | 2 – 0 | Siracusa |  |

| 30 marzo 1952 27ª giornata | Fanfulla | 0 – 0 | Messina |  |

| 6 aprile 1952 28ª giornata | Piombino | 2 – 1 | Fanfulla |  |

| 13 aprile 1952 29ª giornata | Salernitana | 2 – 0 | Fanfulla |  |

| 20 aprile 1952 30ª giornata | Fanfulla | 2 – 0 | Genoa |  |

| 27 aprile 1952 31ª giornata | Reggiana | 3 – 2 | Fanfulla |  |

| 4 maggio 1952 32ª giornata | Fanfulla | 3 – 1 | Treviso |  |

| 11 maggio 1952 33ª giornata | Catania | 2 – 1 | Fanfulla |  |

| 25 maggio 1952 34ª giornata | Stabia | 0 – 2 | Fanfulla |  |

| 1º giugno 1952 35ª giornata | Fanfulla | 1 – 0 | Venezia |  |

| 8 giugno 1952 36ª giornata | Fanfulla | 1 – 1 | Monza |  |

| 15 giugno 1952 37ª giornata | Modena | 2 – 2 | Fanfulla |  |

| 22 giugno 1952 38ª giornata | Pisa | 0 – 1 | Fanfulla |  |

## Statistiche

### Statistiche di squadra
| Competizione | Punti | In casa | In casa | In casa | In casa | In casa | In casa | In trasferta | In trasferta | In trasferta | In trasferta | In trasferta | In trasferta | Totale | Totale | Totale | Totale | Totale | Totale | DR |
| Competizione | Punti | G       | V       | N       | P       | Gf      | Gs      | G            | V            | N            | P            | Gf           | Gs           | G      | V      | N      | P      | Gf     | Gs     | DR |
| ------------ | ----- | ------- | ------- | ------- | ------- | ------- | ------- | ------------ | ------------ | ------------ | ------------ | ------------ | ------------ | ------ | ------ | ------ | ------ | ------ | ------ | -- |
| Serie B      | 37    | 19      | 10      | 7       | 2       | 29      | 10      | 19           | 3            | 4            | 12           | 16           | 29           | 38     | 13     | 11     | 14     | 45     | 39     | +6 |

### Statistiche dei giocatori
| Giocatore      | Serie B  | Serie B |
| Giocatore      | Presenze | Reti    |
| -------------- | -------- | ------- |
| M. Antozzi     | 38       | 0       |
| A. Balbiano    | 30       | 7       |
| O. Busnelli    | 37       | 9       |
| F. Cabrini     | 19       | 0       |
| M. Castellazzi | 38       | 0       |
| P. Cesari      | 28       | 4       |
| M. Giacconi    | 14       | 3       |
| O. Guaraldo    | 22       | 4       |
| E. Lovagnini   | 33       | 0       |
| P. Maronati    | 35       | 1       |
| G. Mazzilli    | 2        | 0       |
| F. Pellicari   | 5        | 0       |
| G. Servidati   | 38       | -39     |
| G. Sichel      | 5        | 0       |
| A. Vigoni      | 5        | 0       |
| A. Villa       | 29       | 3       |
| F. Viviani     | 11       | 2       |
| A. Zian        | 29       | 10      |